# I Am Rich
I Am Rich (рус. Я богат) — мобильное приложение для iPhone, созданное в 2008 году. В нём был реализован минимальный набор функций, однако стоило оно 999,99 долларов США (что эквивалентно 1387,65 долларам США в 2023 году). Приложение было удалено из App Store менее чем через 24 часа после запуска. Приложение получило плохие отзывы критиков и было куплено всего восемь раз. В последующие годы было выпущено несколько подобных приложений по более низким ценам.

## Обзор
I Am Rich было разработано в шутку немецким разработчиком Армином Генрихом после того, как он увидел жалобы пользователей iPhone на стоимость приложений выше 0,99 доллара. В приложении отображался только светящийся красный драгоценный камень и иконка, при нажатии на которую крупным текстом отображалась следующая мантра:
Я богат
Я заслуживаю [sic] этого
У меня все хорошо,

Я здоровый и успешный
Генрих сказал The New York Times: «Я считаю это искусством. У меня не было ожиданий, что многие люди купят его, и я не ожидал подобной суеты по этому поводу».
Приложение описывается как «произведение искусства без каких-либо скрытых функций», единственная цель которого — показывать другим людям, что обладатели приложения могут себе его позволить. Писатель Vox Закари Крокетт назвал это «предельным Эффектом Веблена в форме приложения».

## Релиз
Генрих выпустил и опубликовал I Am Rich в App Store 5 августа 2008 г. Приложение было продано за 999,99 долларов США (что эквивалентно 1387,65 долларам США в 2023 году), 799,99 евро (что эквивалентно 944 евро в 2021 году) и 599,99 фунтов стерлингов (что эквивалентно 851,78 фунтов стерлингов в 2021 году) — максимально допустимые цены, которые Apple установила для контента в App Store. Приложение было удалено из App Store без объяснения причин со стороны Apple менее чем через день после его выпуска.

### Покупки
Я увидел это приложение с несколькими друзьями, и мы в шутку нажали «купить», думая, что это шутка, чтобы посмотреть, что произойдет. ... ЭТО НЕ ШУТКА... НЕ ПОКУПАЙТЕ ЭТО ПРИЛОЖЕНИЕ И APPLE, ПОЖАЛУЙСТА, УДАЛИТЕ ЭТО ИЗ APP STORE
Это не шутка! Мне нужен кто-то из Apple, чтобы помочь мне с этим мошенничеством. Я увидел это приложение с несколькими друзьями, и мы в шутку нажали «купить», думая, что это ШУТКА, чтобы посмотреть, что произойдет… Я позвонил на свою карту Visa, и они подтвердили, что с меня сняли 999,99 долларов. ЭТО НЕ ШУТКА. НЕ ПОКУПАЙТЕ ЭТО ПРИЛОЖЕНИЕ. ОСТОРОЖНО...
Приложение купили восемь человек, по крайней мере один из которых заявил, что сделал это случайно. Шесть продаж в США и две продажи в Европе принесли Генриху $5600 и Apple — $2400 (что эквивалентно $8456 и $3532 в 2022 году). В переписке с Los Angeles Times Генрих сообщил газете, что Apple вернула деньги двум покупателям его приложения и что он рад, что у него нет недовольных клиентов.

## Прием и критика
Обсуждая приложение на веб-сайте Silicon Alley Insider, Дэн Фроммер назвал программу «аферой», «бесполезной» и, наконец, «шуткой, пахнущей мошенничеством» 5, 6 и 8 августа соответственно. Не покупая приложение, Пол Вагенсейл из Fox News догадался, что секретной мантрой было «по-немецки „лох!“» (Генрих — немец). Брайан Х. Чен из Wired назвал программу «Я богат» пустой тратой денег, чтобы «доказать, что ты придурок», и сравнил эти расходы с пожертвованиями в онкологические фонды и страны третьего мира.
Генрих рассказал Марку Милиану из Los Angeles Times, что он получил письмо от довольных клиентов: «Я получил электронные письма от клиентов, в которых они сообщали мне, что им действительно нравится приложение […] и что у них не было проблем с тратой денег». Однако в интервью The New York Times он рассказал, что получил множество оскорбительных писем и телефонных сообщений.

## Похожие приложения
В следующем году Генрих выпустил I Am Rich LE. Новое приложение, стоимостью 9,99 долларов США (что эквивалентно 13,63 доллара США в 2022 году), имеет несколько новых функций (включая калькулятор, «справочную систему» и «знаменитую мантру без орфографических ошибок»), отвечающих требованию Apple о том, чтобы приложения имели «определяемый контент». Некоторые клиенты были разочарованы новой функциональностью и плохо оценили приложение из-за его якобы улучшений.
23 февраля 2009 года CNET Asia сообщила о «концептуально похожем» приложении I Am Richer (Я богаче), разработанном Майком Д. Г. для Android. Приложение было выпущено на Android Market за 200 долларов США (что эквивалентно 272,81 доллару США в 2022 году) — предел, установленный Google. Это приложение не вызвало вопросов со стороны Google.
Одноименная программа I Am Rich, выпущенная на Windows Phone Marketplace 22 декабря 2010 года, была разработана DotNetNuzzi. Это приложение, описанное MobileCrunch как столь же бесполезное, как и оригинал, стоило 499,99 долларов США (что эквивалентно 670,98 долларам США в 2022 году) — ценовой предел, установленный Microsoft.